# Saltlag
Saltlag eller saltlake är en vätska med hög salthalt, oftast av koksalt och i användning vid matlagning även andra ämnen.

## Teknisk användning
Vid en koncentration av 23,3 % är fryspunkten hos NaCl-lake sänkt till −21 °C, och för CaCl2-lake ner till -40 °C, och de kan därför användas som kylmedier.
Vissa ämnen, till exempel litium och klor, kan utvinnas genom elektrolys av saltlag med hög koncentration av deras salter.
Saltlag kan användas i stället för torrt vägsalt, till exempel vid sopsaltning av cykelbanor.

## Konservering
Salt har en konserverande verkan på de flesta livsmedel och inläggning i saltlag är en mycket gammal konserveringsmetod. Ofta tillsätter man andra konserveringsmedel, som exempelvis ättika, och kryddar eller smaksätter saltlagen för detta ändamål. Att salta in kött och fisk kallas rimning och görs med saltlake, bara salt eller en kombination.